# Bert van Marwijk
Lambertus van Marwijk, mais conhecido como Bert van Marwijk (Deventer, 19 de maio de 1952) é um treinador e ex-futebolista neerlandês que atuava como atacante. Atualmente está sem clube. 
Como jogador, atuou como atacante defendendo o Go Ahead Eagles, AZ Alkmaar, MVV Maastricht, Fortuna Sittard e FC Assent.

## Treinador
Comandou as equipes FC Herderen, RKVCL Limmel, SV Meerssen, Fortuna Sittard, Feyenoord, Borussia Dortmund, e até 16 de fevereiro de 2014 o Hamburgo.
Assumiu o comando da Seleção Neerlandesa após a Eurocopa de 2008, em substituição a Marco van Basten.
Classificou facilmente a seleção nas Eliminatórias da Copa do Mundo FIFA de 2010 - Europa (Grupo 9) e chegou até a Final da Copa do Mundo FIFA de 2010. Porém, na Eurocopa de 2012 sua seleção foi derrotada em todos as partidas. Deixou o comando da mesma após a competição.

## Família
É sogro do ex-futebolista Mark van Bommel.

## Títulos

### Como Jogador
AZ
- KNVB Cup: 1977–78

MVV Maastricht
- Eerste Divisie: 1983–84

### Como treinador

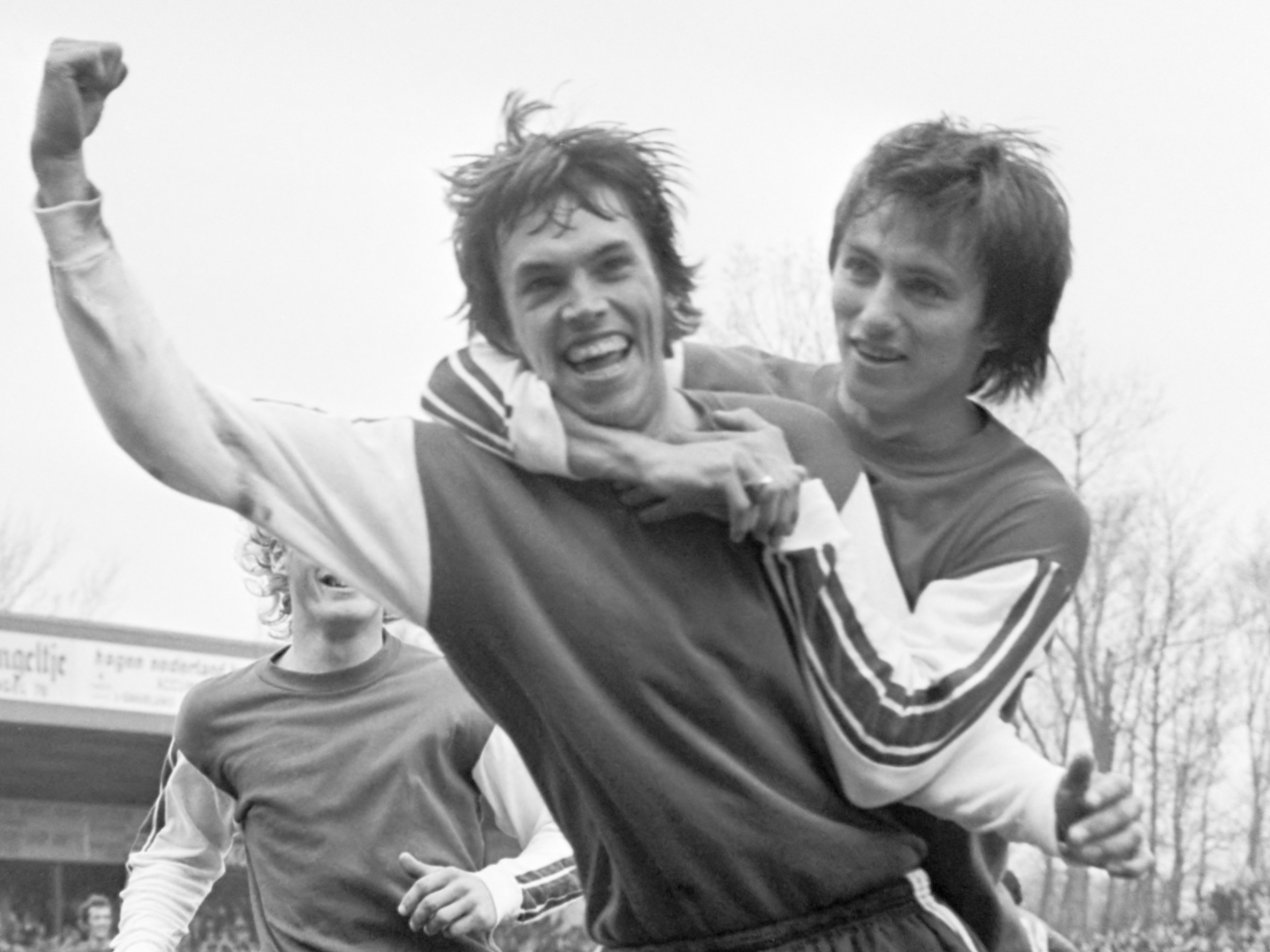
Van Marwijk em 1976

Feyenoord
- Copa dos Países Baixos: 2007-08
- Copa da UEFA: 2001-02